# Santoña
Santoña è un comune spagnolo di 11 601 abitanti situato nella costa orientale della comunità autonoma della Cantabria, comarca di Trasmiera.
Porto e stazione balneare, è costituito da tre nuclei abitati: El Dueso, Piedrahita e Santoña, che è il capoluogo e dà il nome al comune ed alla baia in cui si trova. Dista 45 km da Santander e 70 da Bilbao. Il territorio comunale è limitato a nord e a sud da spiagge, a est dal Monte Buciero e a ovest dal porto di pesca e dalla marisma (termine che si può tradurre con maremma e indica un terreno paludoso vicino al mare).
Il comune fa parte della Reserva Natural de las Marismas de Santoña, Victoria y Yocil, una delle zone umide meglio conservate della Spagna, ricca di flora e fauna palustre, luogo di sosta e rifugio di migliaia di uccelli migratori, e che si estende per più di 4300 ettari.
Dalla marisma emerge il Monte El Brusco, una collina alta 239 metri nelle cui cavità e in quelle del monte Buciero trovano ricovero i numerosissimi uccelli di passo e stanziali; in epoca preistorica anche gli uomini abitavano queste grotte.
L'economia di Santoña, tradizionalmente basata sulla pesca, sulla raccolta di crostacei, sull'allevamento del bestiame e su una modesta agricoltura, con la nascita nel secolo scorso del turismo di massa ha avuto un notevole impulso grazie soprattutto alle belle spiagge e alla possibilità di balneazione e dell'esercizio di sport acquatici. Contribuiscono anche l'attività del porto di pesca, uno dei più importanti della costa cantabrica, e l'industria della salatura di acciughe sotto sale e della confezione conservativa dei prodotti della pesca, in particolare dei filetti di acciughe.

## Storia
Diversi resti archeologici emersi nella zona attestano la presenza umana nel territorio già nel Paleolitico Superiore, cioè nel 9000 a.C. In quell'epoca il fiume Ason sfociava nella baia di Santoña in due rami distinti che racchiudevano il terreno paludoso della marisma, ma già al tempo dei Romani la configurazione geografica della baia era come l'attuale.
I primi insediamenti stabili risalgono all'invasione di popoli celti che si fusero con gli antichi e meno civilizzati abitanti locali. È pure documentata la dominazione dei Romani che utilizzavano il porto per i rifornimenti alle legioni stazionanti nel nord della penisola iberica e la tradizione, anche se non confortata da documenti certi, vuole che proprio nel territorio di Santoña nel 29 a.C. si svolse con la vittoria di Augusto la battaglia che mise fine alle guerre cantabriche.
I primi riferimenti documentali a Santoña risalgono all'anno 863 a proposito del Monasterio de Santa Maria de Puerto che controllava la maggior parte delle istituzioni religiose locali e possedeva molte terre. Nel 968 fu saccheggiata dai Normanni.
Nel XIII secolo si registrò un periodo di decadenza dell'economia con diminuzione della popolazione: la causa fu la nascita di nuovi insediamenti ai quali Alfonso VIII concesse diritti di commercio portuale che prima erano monopolio di Santoña. Tutto ciò nonostante questa fosse un porto naturale che commerciava con le Fiandre e avesse anche i cantieri per le costruzioni navali mentre i nuovi porti erano in posizioni molto meno felici e non avevano alcuna tradizione e attrezzature per la costruzione di navi. La tradizione popolare vuole che a Santoña si sia costruita una delle caravelle utilizzate da Cristoforo Colombo nel viaggio alla scoperta dell'America, quella col nome di Santa Maria.
Nel 1574 Santoña si liberò dei vincoli col Monastero di Santa Maria de Puerto e fu l'anno della ripresa economica. Nel 1705 ebbe l'indipendenza comunale e l'ascesa al trono dei Borboni segnò l'inizio di un nuovo ruolo per la città, che divenne una base navale dotata anche di un arsenale per la costruzione dei galeoni della flotta del regno.
All'inizio del XIX secolo durante la guerra d'indipendenza spagnola i francesi occuparono Santoña e ne fecero una fortezza militare dotandola di fortificazioni le cui vestigia rimangono tuttora. Questa fortezza fu l'ultima ad essere abbandonata dai francesi in ritirata. Il re di Spagna continuò l'impegno di dotare la baia di installazioni militari di difesa. Alla fine del XIX secolo furono impiantate nel territorio comunale delle industrie per la conservazione del pesce e si costruì una nuova darsena. Nel 1937 nel corso della guerra civile si ebbe il cosiddetto "patto di Santoña" quando 8000 baschi negoziarono la resa alle truppe italiane.

## Monumenti e luoghi d'interesse
- Casa del marchese de Chilocohes, del XVII secolo.
- Casa del capitano Antonio Ortiz del Hoyo, del XVIII secolo.
- Palazzo e edificio del marchese di Manzanedo, del 1868-71.
- Palazzo del duca di Santoña, del 1873.
- Complesso di fortificazioni militari, fra cui i forti di San Martino e San Carlo, dei secoli XVIII e XIX.
- Vergine del Porto, statua alta 10 metri e faro, del 1864.
- Monumento a Juan de la Cosa, conquistatore e cartografo nato a Santoña, eretto nel 1947.
- Monumento a Carrero Blanco eretto nel 1976. Luis Carrero Blanco, nativo di Santoña, fu un uomo forte della dittatura di Francisco Franco destinato forse a succedergli, ma venne ucciso nel 1973 a Madrid in un attentato con un'enorme esplosione che fece volare in alto l'automobile in cui si trovava, catapultandola sul tetto della chiesa dove egli aveva appena assistito alla messa. Fu primo ministro del governo falangista che riuscì a tenere la Spagna fuori dall'intervento nella seconda guerra mondiale e che cercò, non riuscendoci sempre, di frenare certi eccessi della dittatura.
- Forte imperiale, del XIX secolo.
- Plaza de toros, del 1907.
- Spiagge di San Martino
- Marisma, fa parte della Riserva Naturale ed è un ambiente di grande interesse. Al centro della marisma emerge la collina di Montehano con le rovine di un Castello medievale del XII secolo eretto su una precedente fortezza romana.
- Fari di Punta del Caballo e di Punta del Pescador, agli inizi della baia, costruiti nel 1859.
- Monastero e Chiesa di Santa Maria del Puerto, dei secoli dal XIII al XVII in stile gotico ibrido.
- El Cruzeiro, chiesa romanica del XIII secolo.

### Dintorni
A 11 km Laredo, pittoresca cittadina importante centro balneare.
A 14 km Bareyo, con una pregevole chiesa romanica del XIII secolo.
A 36 km Castro-Urdiales, porto fortificato e centro balneare.

## Feste
Le feste più frequentate anche da persone di altre città sono quelle di Carnevale, in particolare la rappresentazione scenica del Juicio en el fondo del mar in cui gli attori sono travestiti da pesci e partecipano al processo del besugo (pesce sparo), reo di avere sottratto una sirena al dio Nettuno. Un enorme "besugo" viene trascinato per la strada da altri "pesci" e giudicato fra risate e battute comiche in base alle testimonianze degli altri pesci e condannato a morte. Un'altra rappresentazione è l'Entierro del besugo in cui si svolge una parodia di funerale. Per eseguire la sentenza il besugo viene trascinato al porto fra canti, balli e schiamazzi e poi buttato in mare.
Durante il Carnevale si esibiscono anche Las Murgas gruppi musicali di giovani in costume che suonano e cantano per le strade.

## Amministrazione

### Gemellaggi
- Lons, dal 1998